# Alexander Lokhmanchuk
Alexander Lokhmanchuk (en ukrainien : Oлександр Лохманчук, Oleksandr Lochmančuk), né le 28 mai 1973 à Kertch, dans la République socialiste soviétique d'Ukraine, est un joueur et entraîneur ukrainien ayant la nationalité autrichienne de basket-ball. Il joue durant sa carrière au poste d'ailier fort.